# La Femme infidèle
La Femme infidèle is een Franse dramafilm uit 1969 onder regie van Claude Chabrol.

## Verhaal
Charles Desvallées twijfelt aan de trouw van zijn vrouw Hélène. Dankzij een privédetective komt hij erachter dat zij hem bedriegt met de schrijver Victor Pégala. Charles brengt een bezoek aan Victor en doodt hem in een vlaag van impulsiviteit. Hélène beseft zo hoe sterk Charles' liefde voor haar is. Ze probeert hem een alibi te bezorgen zonder dat hij daar zelf iets van weet.

## Rolverdeling
| Acteur            | Personage          |
| ----------------- | ------------------ |
| Stéphane Audran   | Hélène Desvallées  |
| Michel Bouquet    | Charles Desvallées |
| Michel Duchaussoy | Inspecteur Duval   |
| Maurice Ronet     | Victor Pegala      |
| Louise Chevalier  | Marie              |
| Louise Rioton     | Mamy               |
| Serge Bento       | Bignon             |
| Henri Marteau     | Paul               |